# Niet-24-uurs-slaap-waakritme
Niet-24-uurs-slaap-waakritme is een chronische stoornis van het circadiane ritme. Zoals de naam aangeeft, hebben mensen met een niet-24-uurs-slaap-waakritme een patroon van slaap- en waakperioden dat geen 24 uur duurt. Het patroon duurt vaak langer, waardoor het moment waarop zij van nature gaan slapen kan verschuiven van dag tot dag. Hierdoor komt het ritme na enige tijd niet meer overeen met de conventionele tijden om te slapen ('s nachts). Dit probleem treedt vooral op bij mensen waar het ritme 25 uur of langer duurt.
Het grootste deel van de mensen met een niet-24-uurs-slaap-waakritme is blind en de aandoening wordt dan ook verklaard door het ontbreken van "fotische" input aan de biologische klok: aangezien de hersenen geen licht kunnen waarnemen, heeft de biologische klok geen input om zich op te oriënteren. Hierdoor kan deze als het ware op hol slaan.